# Soufrage

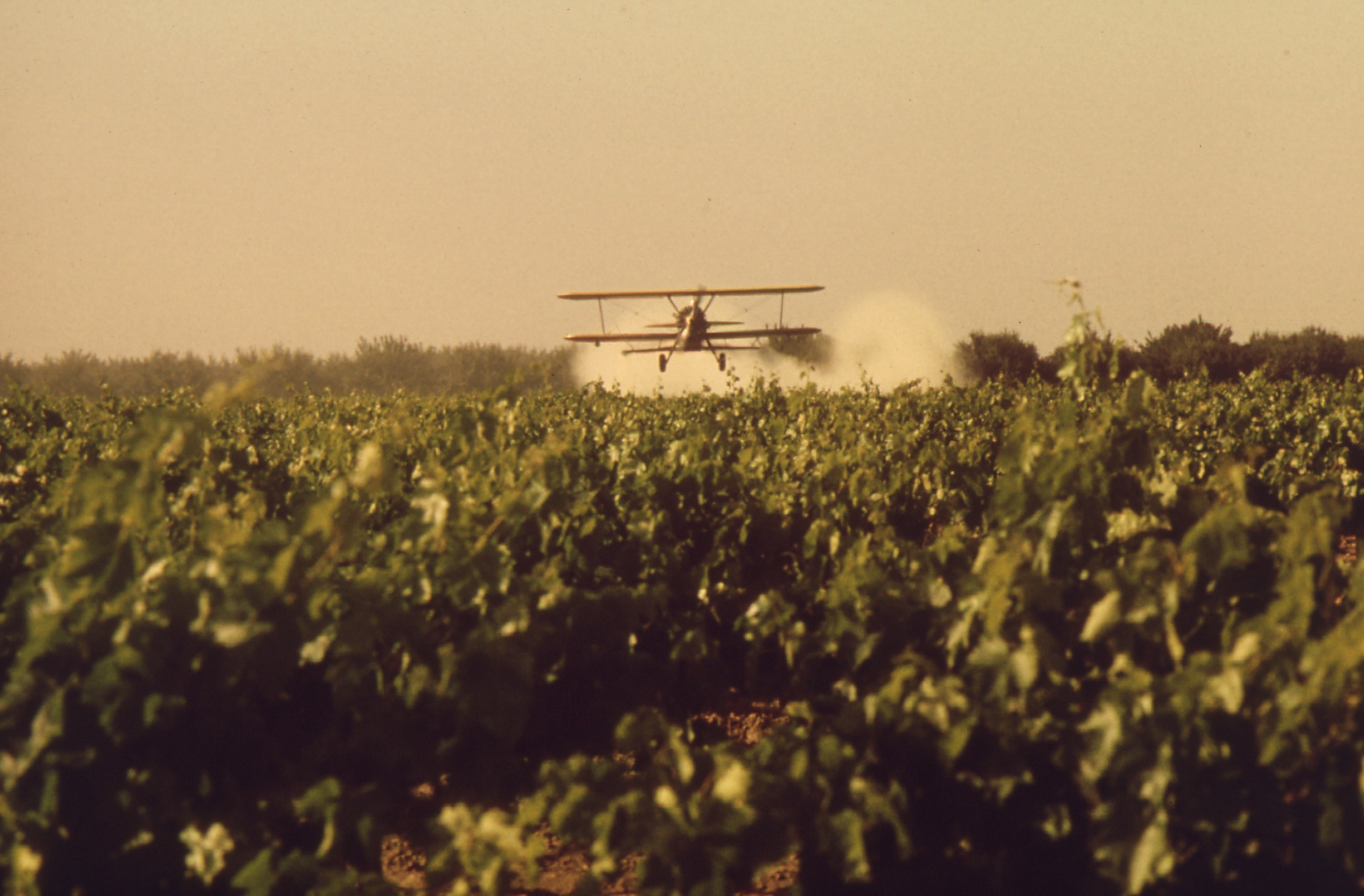
Soufrage de vigne par voie aérienne (États-Unis, 1972).

Le soufrage est une technique agricole, employée notamment en arboriculture fruitière, en viticulture et en culture maraîchère, qui consiste à vaporiser du soufre sous forme de poudre (fleur de soufre) ou sous forme liquide (soufre mouillable) afin de protéger les cultures, en particulier la vigne, contre certaines maladies cryptogamiques, telles que  l'oïdium (principalement), la tavelure, l'excoriose et l'érinose (acariens).
Elle est différente du sulfitage du vin en barrique.

## Historique
La technique de soufrage de la vigne a été mise au point vers 1850 par Henri Marès pour lutter contre l'oïdium.